# Церковь Святого Николая (Нин)
Це́рковь Свято́го Никола́я (хорв. Crkva Svetog Nikole) — римско-католическая церковь в дороманском стиле конца XI или начала XII века, расположенная в области Прахулье, в паре километров от Задара, между Затоном и Нином в Хорватии. Она была построена на земляном холме на вершине доисторической гробницы Либурнии. Эта церковь единственный сохранившийся образец ранней романской архитектуры во всей Далмации. Она посвящена Николаю Чудотворцу.

## Описание
Церковь Святого Николая была построена в виде крепости. Она выглядит как трилистник с четырьмя ветвями, расположенными вокруг центрального круглого ядра, три из которых образуют апсиду, а четвертое — входную ветвь. Её куполообразный свод усилен арками с круглыми ребрами, над которыми в XVI или XVII веках во время Столетней хорватско-османской войны 1493—1593 годов было построено 8 небольших башен с зубчатыми стенами, которые упираются в пилоны. Входная ветвь прямоугольная и крыта антресолью. Церковь построена из мелких камней и имеет гладкую внешнюю поверхность. Она довольно малых размеров: длина — 5,90 м, ширина — 5,70 м, высота — 6 м.

## Значение
Церковь имела огромное значение в истории Хорватии. В частности, она была очень важна для королей Хорватии. В Нине было короновано семь королей, и каждый из правителей, согласно традициям, приезжал верхом в Церковь Святого Николая. Именно здесь монарх представлялся людям через символический ритуал.